# Polystachya geniculata
Espèce
Synonymes
- Epiphorella geniculata (Summerh.) Mytnik & Szlach.[1]

Statut de conservation UICN

 EN B2ab(iii) : En danger
Polystachya geniculata est une espèce de plantes épiphytes de la famille des Orchidaceae. et du genre Polystachya, selon la classification phylogénétique.

## Description
Plante endémique du Cameroun, cette espèce de plantes à fleurs est connue dans les régions du Sud-ouest (Mamfe et Banyang-Mamfe) et du Littoral (Manengouba). Elle pousse dans le sol ou sur les roches. 